# بائه جون-هو
بائه جون-هو (انگلیسی: Bae Jun-ho؛ زادهٔ ۲۱ اوت ۲۰۰۳) بازیکن فوتبال اهل کره جنوبی است که در حال حاضر برای استوک سیتی در پست هافبک بازی می‌کند.
از باشگاه‌هایی که در آن بازی کرده است می‌توان به استوک سیتی اشاره کرد.
وی همچنین در تیم‌های ملی فوتبال زیر ۲۰ سال، زیر ۲۳ سال و کره جنوبی بازی کرده است.

## دوران باشگاهی

### دائه‌جون هانا سیتیزن
بائه دوران خود را در آکادمی باشگاه فوتبال دائه‌گو آغاز کرد. سپس در مدرسه ابتدایی دائه‌گو بانیاول، مدرسه راهنمایی دآریون، دبیرستان چونان جئیل و دبیرستان جین‌وی تحصیل کرد. در حالی که برای باشگاه فوتبال دبیرستان جین‌وی بازی می‌کرد، یکی از بااستعدادترین بازیکنان کشورش محسوب می‌شد.
در ژانویه ۲۰۲۲، پس از ابراز علاقه چندین باشگاه اروپایی و باشگاه سابق دائه‌گو، او برای پیوستن به باشگاهِ لیگ کی۲ دائه‌جون هانا سیتیزن قرارداد امضا کرد. او در اولین فصل حضورش یازده بازی انجام داد و با کمک او تیمش در پلی‌آف صعود مقابل گیمچئون سانگمو پیروز شد. در فصل ۲۰۲۳، بائه زمان بازی بیشتری در لیگ کی‌لیگ ۱ دریافت کرد، زیرا او به روند پیوستن از تیم ذخیره ادامه داد.
در ۲۷ اوت ۲۰۲۳، دائه‌جون رسماً اعلام کرد که با باشگاهِ چمپیونشیپ انگلیس استوک سیتی برای انتقال دائمی بائه به توافق رسیده است.

### استوک سیتی
در ۳۱ اوت ۲۰۲۳، بائه با مبلغی اعلام‌نشده و قراردادی چهار‌ساله به باشگاه فوتبال استوک سیتی پیوست. او در ۲۴ فوریه ۲۰۲۴ اولین گلش را در فوتبال انگلیس در شکست ۲–۱ مقابل کاردیف سیتی به ثمر رساند و یک هفته بعد در پیروزی ۲–۰ مقابل میدلزبرو گلزنی کرد. در فصل ۲۰۲۳–۲۴، بائه چهل بازی انجام داد و با کمک او، استوک سیتی با قرار گرفتن در رده هفدهم از سقوط نجات یافت. او در فصل اولش در استوک سیتی به عنوان «بازیکن سال» باشگاه انتخاب شد. در فصل ۲۰۲۴–۲۵، بائه با سه مربی مختلف بازیکن ثابت شد و ۴۹ بازی انجام داد، همان فصل که استوک سیتی در آخرین روز از سقوط فرار کرد.

## دوران ملی
پس از اینکه بائه در چند بازی دوستانه زیر ۱۹ سال کره جنوبی را نمایندگی کرد، به تیم زیر ۲۰ سال برای مرحله مقدماتی جام ملت‌های زیر ۲۰ سال آسیا ۲۰۲۳ دعوت شد. او در دو دیدار مقدماتی مقابل مغولستان و مالزی گل زد، سپس به جام ملت‌های زیر ۲۰ سال آسیا ۲۰۲۳ دعوت شد. اگرچه کره جنوبی در نیمه‌نهایی توسط ازبکستان حذف شد، اما بازی‌های بائه مورد تحسین قرار گرفت.
بائه به تیم زیر ۲۰ سال برای جام جهانی زیر ۲۰ سال ۲۰۲۳ دعوت شد. او شروع آرامی در تورنمنت داشت اما کره جنوبی با هدایت او در رده چهارم قرار گرفت. هنگامی که او در پیروزی ۳–۲ مقابل اکوادور یک گل زد و یک پاس گل داد، مربی اکوادوری، میگل براوو، او را «برزیلی» توصیف کرد. مربی ایتالیایی کارمینه نونزیاتا، که کره جنوبی را در نیمه‌نهایی شکست داد، نیز از عملکرد بائه تحت تأثیر قرار گرفت.
در ۶ ژوئن ۲۰۲۴، بائه در دیدار مقدماتی جام جهانی ۲۰۲۶ برابر سنگاپور گل زد و پس از آن اولین بازی ملی بزرگ‌سالان خود را برای تیم ملی فوتبال کره جنوبی انجام داد.

## زندگی شخصی
بائه بزرگ‌ترین الگوهای فوتبالی خود را هموطنش هوانگ این بوم و همچنین کوین دی بروینه اعلام کرده‌است.